# 범죄의 요소
《범죄의 요소》(영어: The Element of Crime)는 1984년 개봉한 덴마크의 네오 느와르, 범죄 영화이다. 라르스 폰 트리어의 장편감독 데뷔작이며 그가 공동각본 역시 맡았다. 트리어의 유로파 삼부작 중 첫 번째 작품이다.

## 출연

### 주연
- 마이클 엘픽
- 에스몬드 나이트
- 제롤드 웰스
- 메 메 라이

### 조연
- 라스 폰 트리에
- 욘 방 카를센
- 프레벤 레어도르프 라이
- 카밀라 오버바이 루스

## 기타
- 미술: 피터 호이마크
- 의상: 마농 라스무센